# Pomniki przyrody w Rybniku
Pomniki przyrody znajdujące się w granicach Rybnika:

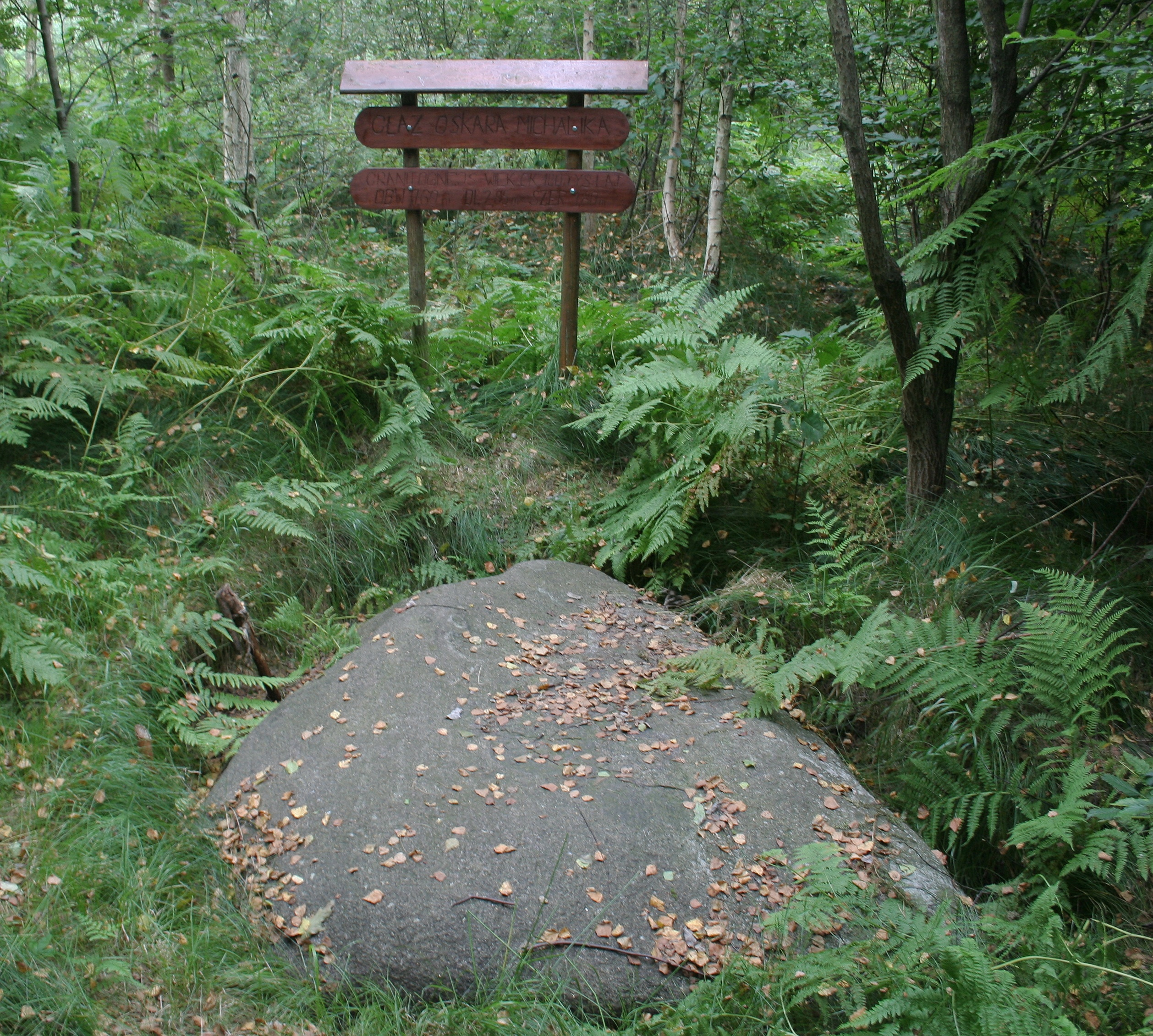
Głaz narzutowy im. Oskara Michalika

| Nazwa                               | Obwód                    | Położenie       |
| ----------------------------------- | ------------------------ | --------------- |
| Jesion wyniosły                     | 300 cm                   | Śródmieście     |
| Lipa drobnolistna                   | 455 cm                   | Kamień          |
| Lipa drobnolistna                   | 375 cm                   | Kamień          |
| Głaz narzutowy                      | 430 cm                   | Chwałowice      |
| Głaz narzutowy                      | 560 cm                   | Chwałowice      |
| Głaz narzutowy                      | 690 cm                   | Chwałowice      |
| Głaz narzutowy im. Oskara Michalika | 760 cm                   | Gotartowice     |
| Dąb szypułkowy                      | 378 cm                   | Śródmieście     |
| Klon zwyczajny                      | 243 cm                   | Śródmieście     |
| Wierzba krucha                      | 403 cm                   | Zamysłów        |
| Wierzba krucha                      | 340, 325, 130, 80, 40 cm | Zamysłów        |
| Tulipanowiec amerykański            | 270 cm                   | Chwałowice      |
| Lipa drobnolistna                   | 410 cm                   | Rybnik – Północ |
| Lipa drobnolistna                   | 390 cm                   | Grabownia       |
| Lipa drobnolistna                   | 645, 490, 315 cm         | Ochojec         |
| Lipa drobnolistna                   | 461 cm                   | Grabownia       |
| Dąb szypułkowy                      | 433 cm                   | Popielów        |
| Lipa drobnolistna                   | 515 cm                   | Chwałęcice      |
| Platan klonolistny                  | 243, 238 i 185 cm        | Śródmieście     |